# Adolf Poźniak
Adolf Roman de Krzywkowicz Poźniak herbu Przestrzał (ur. 1848 we Lwowie, zm. 23 kwietnia 1913 w Nowotańcu) – właściciel dóbr ziemskich, członek Rady powiatu sanockiego.

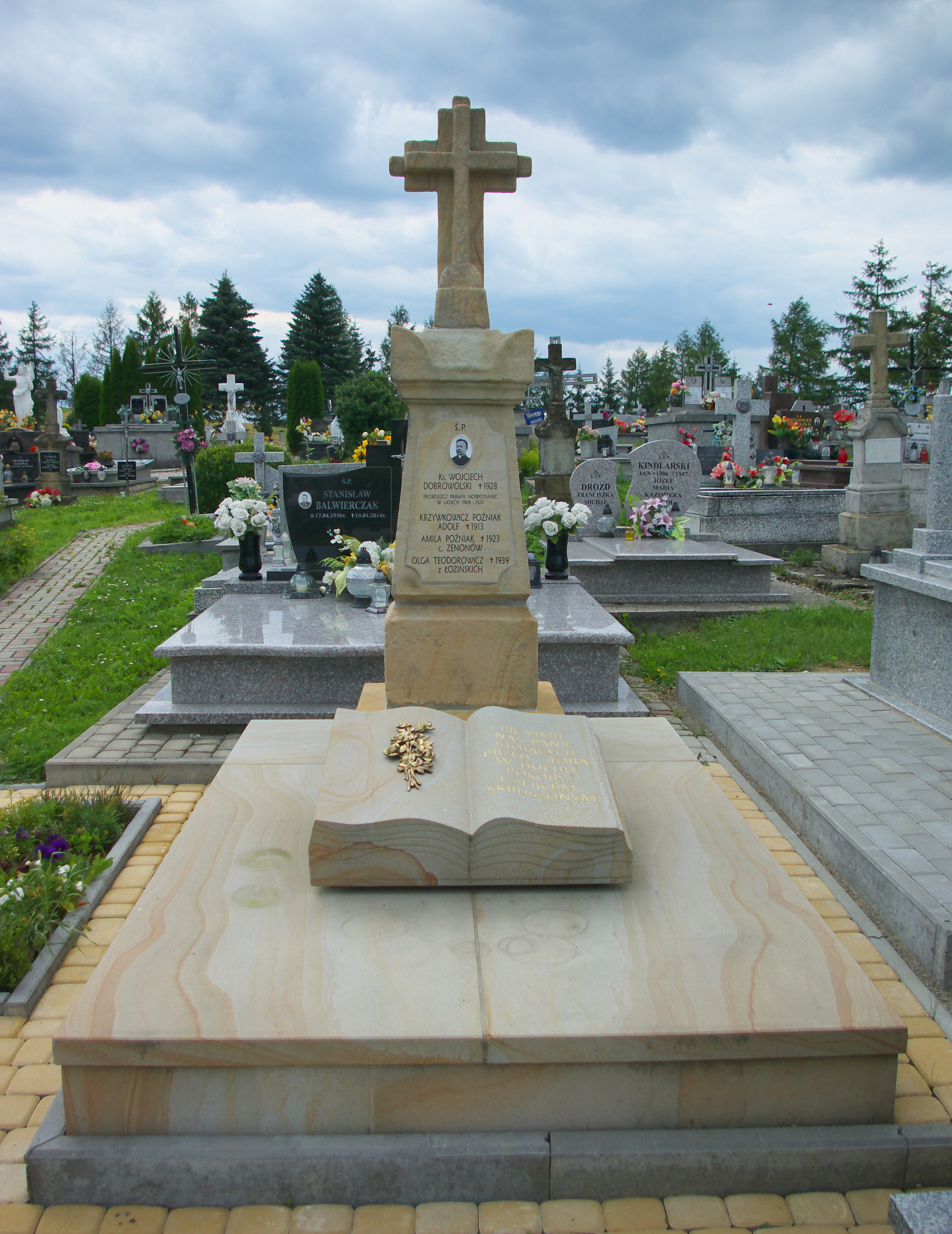
Nagrobek Adolfa Poźniaka

## Życiorys
Adolf Roman Poźniak urodził się w 1848 we Lwowie. Był synem Wilhelma Poźniaka (oficer powstania listopadowego, do końca życia właściciel wsi Nadolany, Nagórzany, Nowotaniec, zm. 1874 w wieku 62 lat) i baronówny Doroty z domu Brunickiej (zm. 1891 w wieku 76 lat). Był bratem Kazimierza Walentego (zm. w 1877 w wieku 19 lat) i Jadwigi (zamężna z Romanem Zdankiewiczem).
Zamieszkiwał w Nowotańcu w domu pod numerem 1. Jego żoną w 1876 została Wanda Janina (wzgl. Joanna) z domu Janowska (ur. 1859 w Głębokiem, córka tamtejszego właściciela ziemskiego Ferdynanda Janowskiego, zm. 21 stycznia 1891 w wieku 31 lat). Ich dziećmi byli Tadeusz Stefan (ur. 1877, dzierżawca dóbr, także członek Rady Powiatowej Sanockiej), Wilhelm Włodzimierz Kazimierz (1879-1886), Marianna Ewa Saturnin (ur. 1881), Jakub Władysław (1883-1885), Zenon Zygmunt (ur. 1885, oficjant i ekspedient poczty w Nowotańcu, od 1917 żonaty z Marią, córką Kazimierza Waydowskiego), Kazimiera Jadwiga (ur. 1888).
Po rodzicach przejął dobra ziemskie i na przełomie XIX/XX był właścicielem wsi (początkowo wraz z żoną Wandą): Nadolany (1886, 1890, ok. 1905 wraz ze współwłaścicielami 228,8 ha, w 1911 obszar 219 ha), Nagórzany (1886), Nowotaniec (1896), Głębokie (nabył w 1898, w 1905 dwa folwarki: górny 152,6 i dolny 193,8; w 1911 obszar 214 ha), Poźniacze (ok. 1905 obszar 240,5 ha) (wcześniej, w połowie XIX dobra w Nowotańcu posiadał Wilhelm Poźniak, natomiast na początku XX wieku Andrzej Poźniak). W Nadolanach prowadził tartak.
Na przełomie XIX/XX był wieloletnim członkiem Rady c. k. powiatu sanockiego, wybierany z grupy większych posiadłości oraz pełnił funkcję członka wydziału od około 1877 do około 1881, ponownie wybrany do rady od około 1885 do około 1890. W grudniu 1896 ponownie wybrany aczkolwiek z grupy gmin miejskich i pełnił mandat w kolejnych latach do 1903, ponownie wybrany w 1903 z grupy gmin miejskich i był radnym do 1907. W tym okresie, po śmierci prezesa wydziału powiatowego Włodzimierza Truskolaskiego ubiegał się o opróżniony urząd, lecz przegrał w wyborach 14 marca 1906 z Karolem Łepkowskim. Ponownie wybrany w 1907 z grupy gmin miejskich sprawował mandat do 1912 (od około 1903 do 1912 członkiem Rady był także jego syn Tadeusz).
Był członkiem i prezesem rady nadzorczej Towarzystwa Zaliczkowego w Sanoku oraz prezesem rady nadzorczej Towarzystwa Zaliczkowego w Bukowsku. Od około 1876 należał do C. K. Towarzystwa Gospodarskiego z oddziałem w Sanoku i był wieloletnim członkiem Rady we Lwowie; był członkiem oddziału sanocko-lisko-krośnieńskiego TG, później został członkiem oddziału sanockiego C. K. Galicyjskiego Towarzystwa Gospodarskiego.
Od około 1897 do około 1905 był w Bukowsku zastępcą c. k. Prokuratorii Państwa do pełnienia funkcji oskarżyciela publicznego dla przestępstw w okręgu Sądu Obwodowego w Sanoku. Był ocenicielem dóbr dla okręgu C. K. Sądu Powiatowego w Sanoku: od około 1900 do około 1902 był w Nowotańcu, od około 1911 w Bukowsku. Od około 1904 był prezesem oraz zastępcą delegata wydziału okręgowego w Sanoku Galicyjskiego Towarzystwa Kredytowego Ziemskiego z siedzibą we Lwowie. Około 1904/1906 był agentem agencji w Bukowsku Towarzystwa Wzajemnych Ubezpieczeń w Krakowie.
Zmarł 23 kwietnia 1913 w Nowotańcu w wieku 64 lat. Został pochowany na cmentarzu w Nowotańcu. W jego grobowcu zostali pochowani także Amila Poźniak (córka Zenonów, zm. 1923), ks. Wojciech Dobrowolski (proboszcz parafii w Nowotańcu od 1906 do śmierci w 1928) oraz Olga Teodorowicz z domu Łozińska (zm. 1939).